# 린다 톰슨

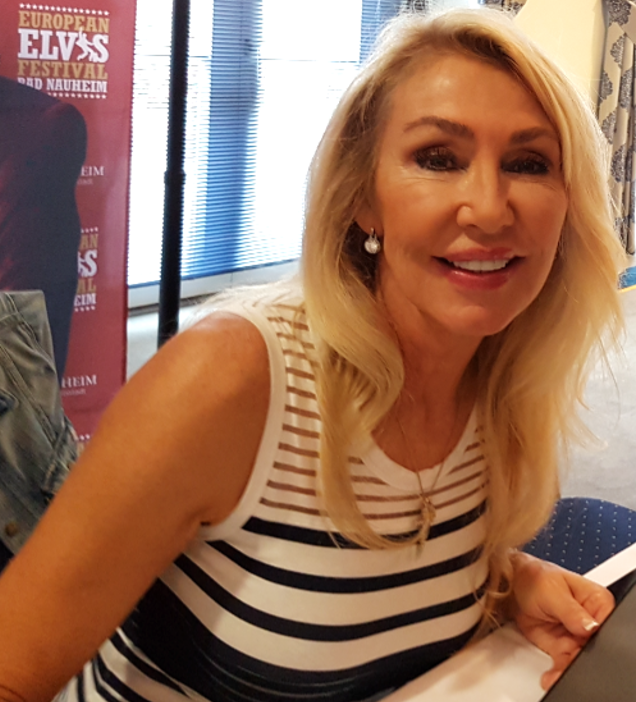
2019년 모습

린다 톰프슨(Linda Thompson, 1950년 5월 23일 ~ )은 미국의 배우, 송라이터이다. 미국 테네시주 멤피스에서 태어났다. 두 번째 남편 데이비드 포스터와 함께 휘트니 휴스턴의 《보디가드》(1992) 사운드트랙 싱글 발매곡 "I Have Nothing"(1993), 셀린 디옹의 "The Power of the Dream"(1996) 등을 썼다. 엘비스 프레슬리의 옛 연인으로도 잘 알려져있으며, 첫 번째 남편은 케이틀린 제너이다.

## 출연 작품

### 영화
- 로보캅 2 (1990)
- Original Intent (1990)

### 텔레비전
- 스타스키와 허치 (1977)
- 기동순찰대 (1978)
- 꿈꾸는 낙원 (1982)
- 더 폴 가이 (1984)
- 베벌리힐스 아이들 (1990)